# Gato-bravo-dourado-da-ásia
O gato-bravo-dourado-da-ásia (Pardofelis temminckii, sinonímia Catopuma temminckii), também conhecido como gato-dourado asiático e gato-dourado de Temminck, é um gato selvagem de médio porte do sudeste asiático. Em 2008, a União Internacional para a Conservação da Natureza e dos Recursos Naturais classificou os gatos asiáticos como quase ameaçados de extinção, afirmando que a espécie chega perto da qualificação como vulverável devido à caça ilegal e à destruição de habitat, desde que as florestas do sudeste asiático estão sofrendo com as taxas mais altas de desmatamento no mundo.
O gato-dourado asiático foi nomeado em honra de Coenraad Jacob Temminck, naturalista neerlandês que descreveu primeiro o gato-dourado-africano em 1827.